# Borox (kommunhuvudort)
Borox är en kommunhuvudort i Spanien.   Den ligger i provinsen Toledo och regionen Kastilien-La Mancha, i den centrala delen av landet, 40 km söder om huvudstaden Madrid. Borox ligger 589 meter över havet och antalet invånare är 2 596.
Terrängen runt Borox är huvudsakligen platt, men söderut är den kuperad. Terrängen runt Borox sluttar söderut. Runt Borox är det ganska tätbefolkat, med 83 invånare per kvadratkilometer. Närmaste större samhälle är Parla, 18,8 km norr om Borox. Trakten runt Borox består till största delen av jordbruksmark.